# Koningin Emmapark
Het Koningin Emmapark is de voormalige paleistuin van Paleis Soestdijk in Baarn.

## Geschiedenis
De aanleg dateert uit 1689 toen op deze plek een eenvoudig classicistisch jachthuis werd gebouwd. Het omgrachte huis was zeer waarschijnlijk een ontwerp van architect Maurits Post. Op de door B. Stoopendaal gemaakte ets staat een sober lanenpatroon, waarbij de percelen haakt op de middenas liggen. Op deze percelen liggen parterres, een wildbaan (hertenkamp) en boomgaarden.

### Formele aanleg

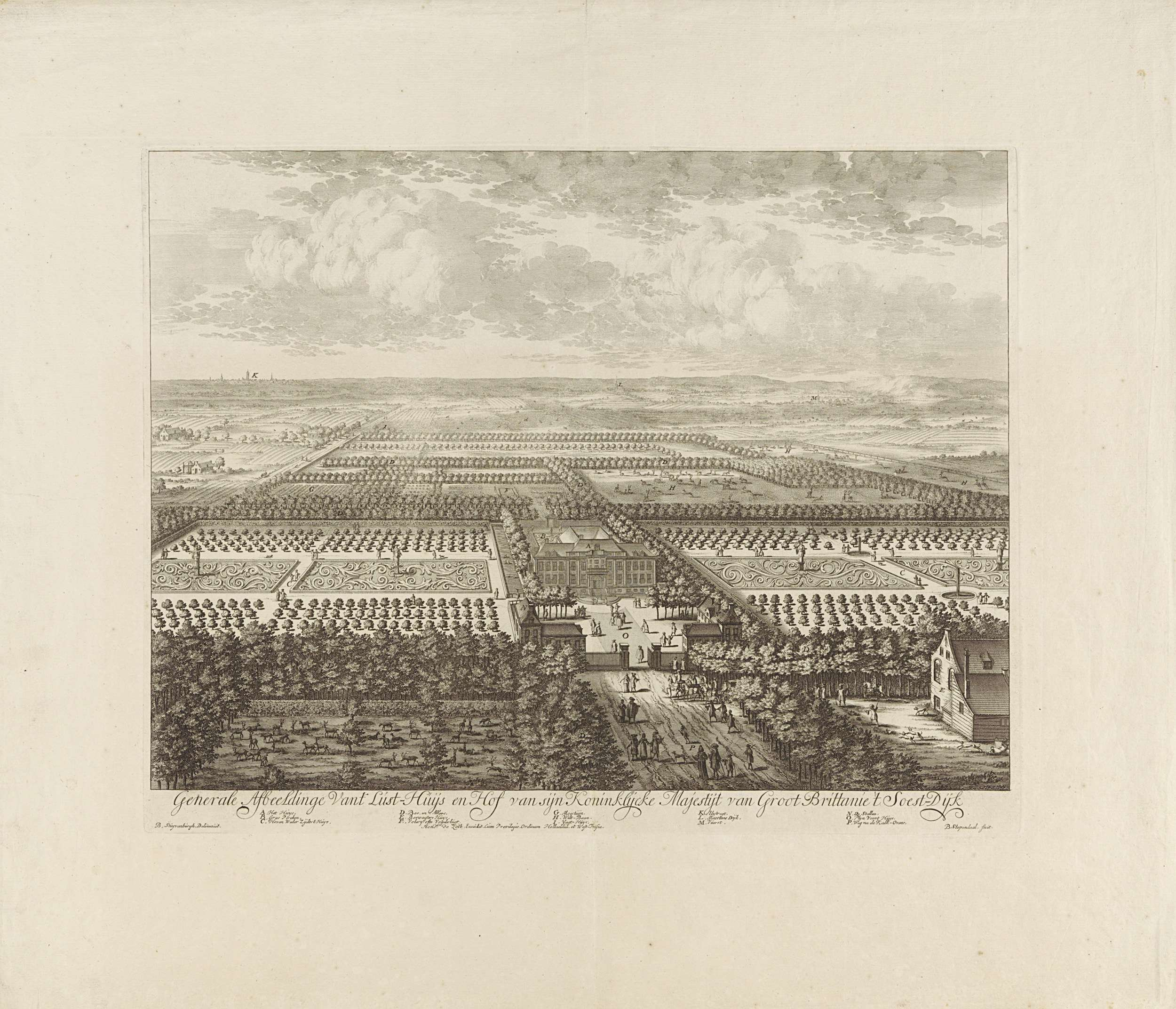
Gezicht op Paleis Soestdijk in vogelvlucht

Rond 1730 werd waarschijnlijk door Daniël Marot, in opdracht van Maria Louise van Hessen-Kassel, een middenas aangelegd. De dwarslanen Reigerslaantje en de achterste dwarslaan staan op een kaart uit 1768 aangegeven. Achter het huis zijn sterrenbossen en een halfrond afgesloten parterre getekend. Dit gebeurde naar antieke voorbeelden en werd ook op Paleis Het Loo toegepast. Ornamenten uit deze tijd zijn een houten tuinbank bij de vijver en enkele vazen. De komvormige Henri IV-vijver werd rond deze tijd gegraven. Na de nieuw aangelegde Grote Postweg in 1762 raakten de voortuin van het paleis gescheiden van het tegenovergelegen landgoed De Eult.

### Landschapsstijl
Vanaf 1779 worden de eerste landschappelijke elementen aangebracht door stadhouderlijk architect Philips W. Schonk. Aan de zuidoostzijde van het paleis is nog een deel van dit Engelse Bos te herkennen. Vanaf 1806 kreeg het park een landschapsstijl door de tuinarchitecten J.D. Zocher sr. in opdracht van koning Lodewijk Napoleon. De nieuwe eigenaar Willem II gaf vervolgens opdracht aan Zocher jr. om het werk te voltooien. Het park kreeg gazons, boomgroepen en een slingerende beek naar een grote open weide achter in het park met hertenkamp. Vanuit het paleis werden twee zichtlijnen aangebracht. De ene loopt rechts van de vijver met de ijskelder als afsluitend element. De andere zichtlijn loopt links van de vijver en biedt uitzicht op een wit bankje. In de laatste fase van de aanleg werden borders en rozenperken aangelegd.

## Beeldvorming
In de 19de en 20ste eeuw is het park op onderdelen gewijzigd. Het werd omgevormd tot Koningin Emmapark. Tot de elementen behoorden de inmiddels verdwenen 'Totleben-eik', kassen en een schietbaan. Het park werd door de Oranjes gebruikt voor officiële fotosessies. Het voorterrein van het paleis werd in de tijd van koningin Juliana gebruikt bij defilés. In de tuinen werden ook geschenken als 'Jongen met eend' en 'Bartje' geplaatst als tuinornament.
In het park bevinden zich nog enkele objecten en gebouwen, zoals o.a. het Chalet wat in 1892 geschonken werd aan Koningin Wilhelmina en de oude watertoren.

## Springertuin
In de plaats van het rosarium van Anna Paulowna liet Koningin Emma in 1919 door tuinarchitect Springer een bloementuin ontwerpen die nu bekend staat als de Springertuin. In deze tuin is een vijver met een beeldengroep.

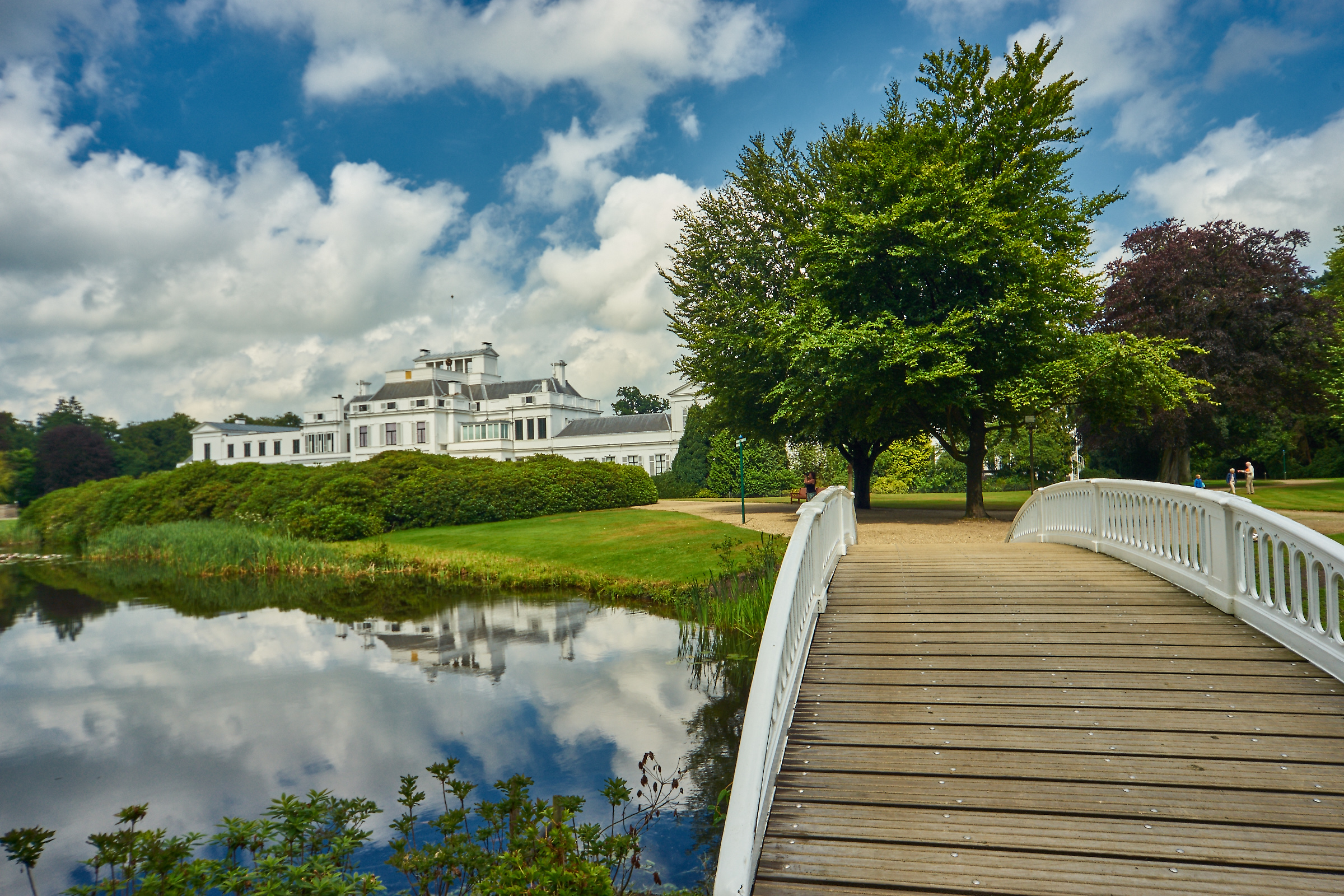
Achtertuin Paleis Soestdijk
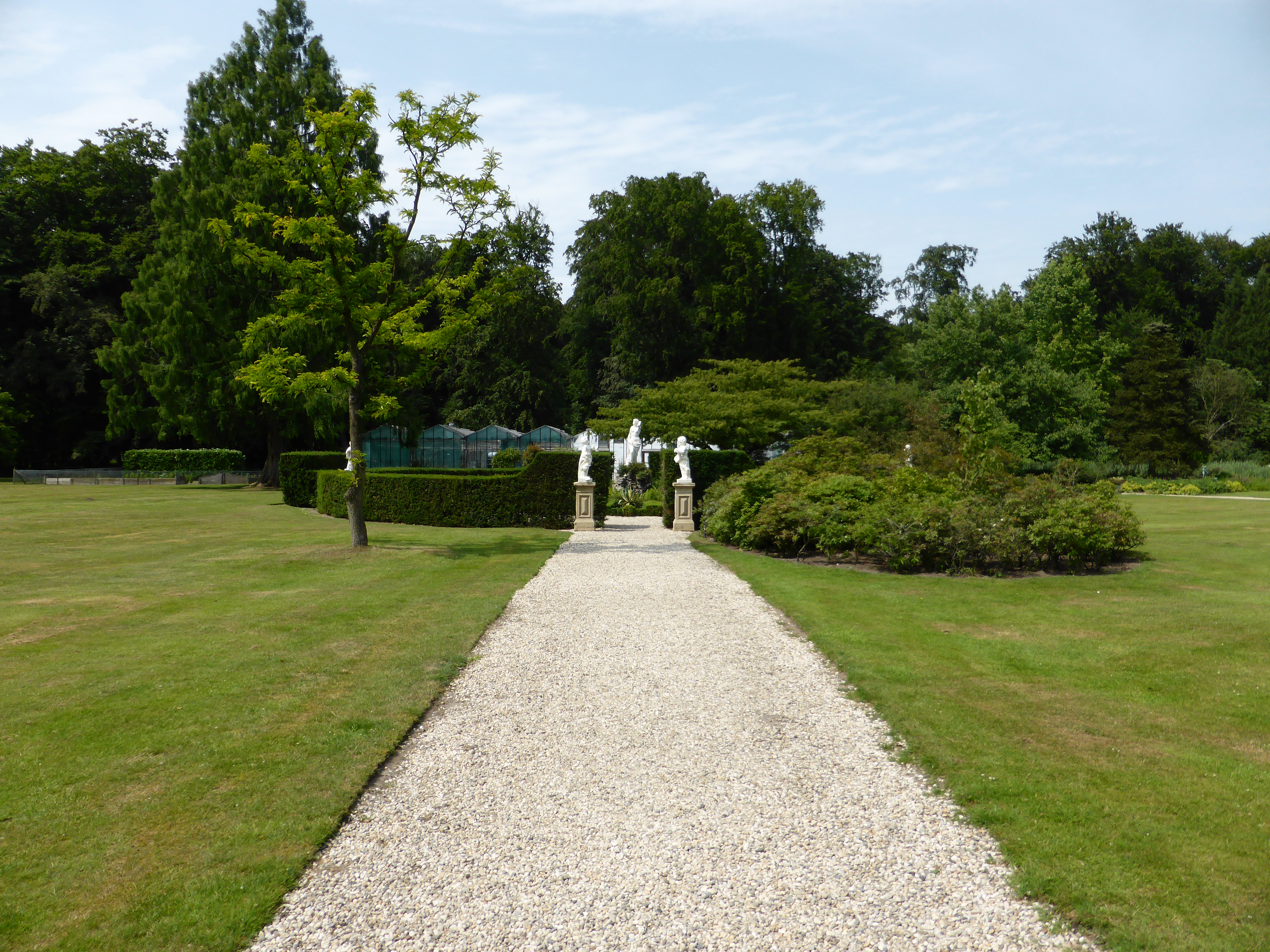
Entree Springertuin
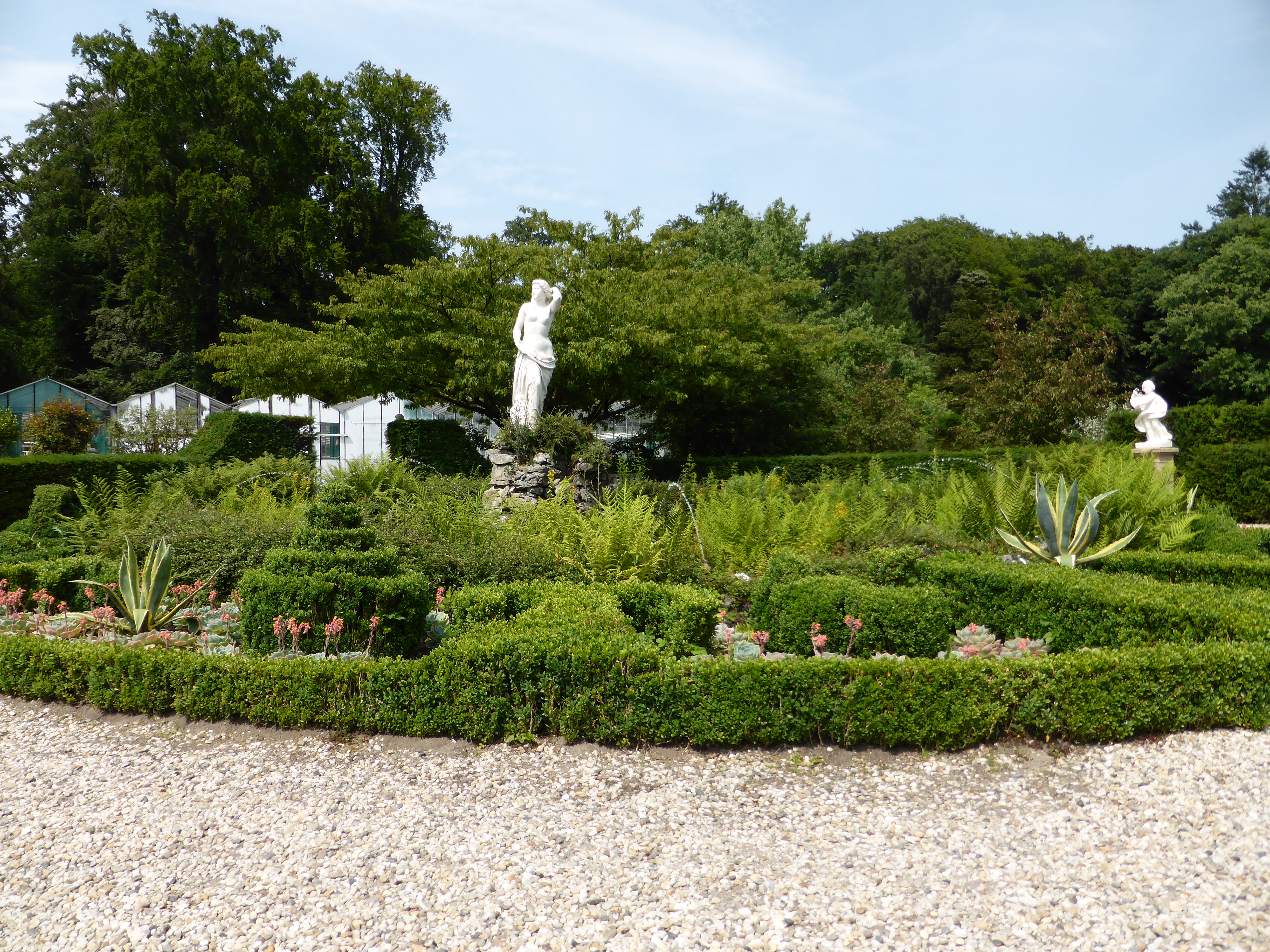
Springertuin
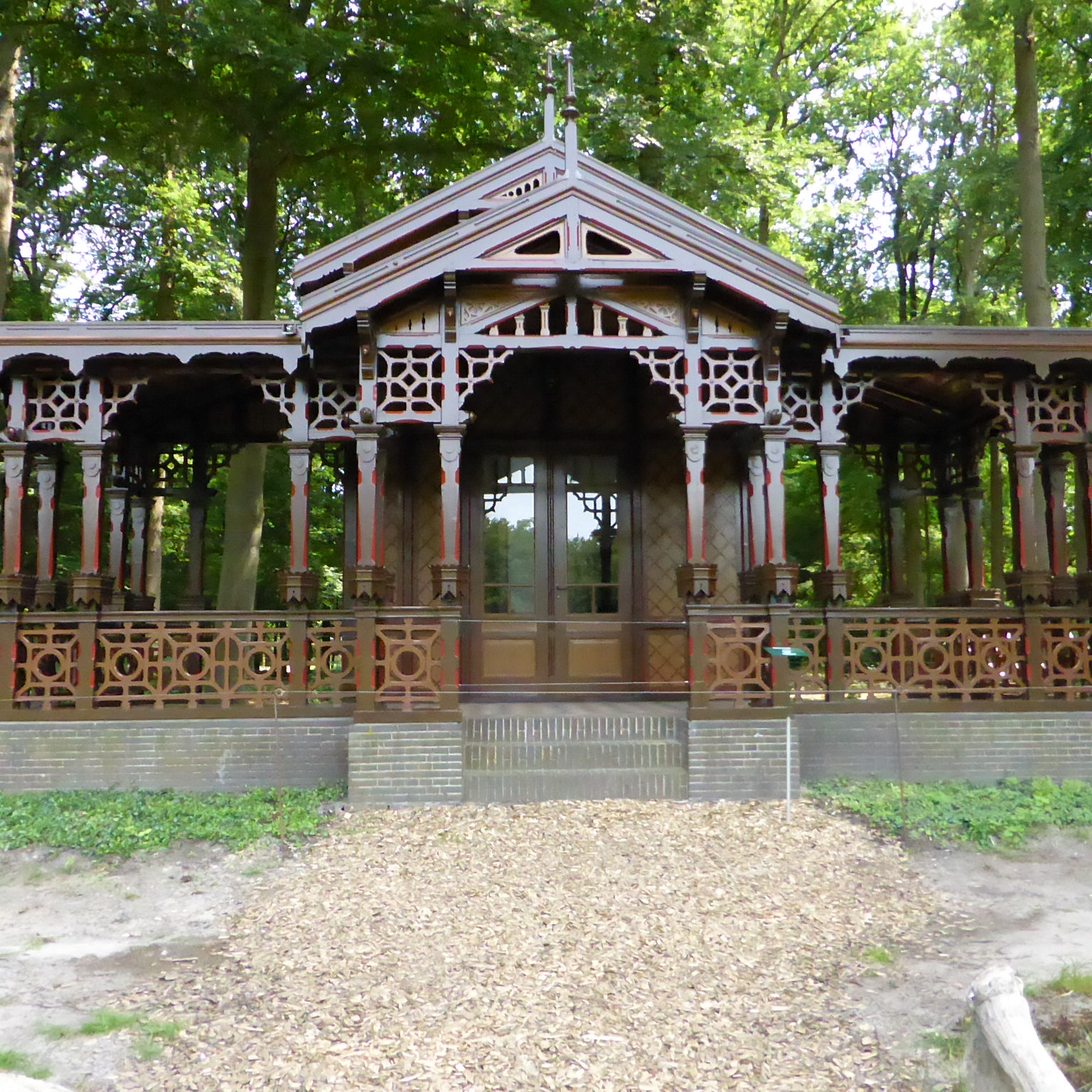
Wilhelmina chalet, Paleis tuin
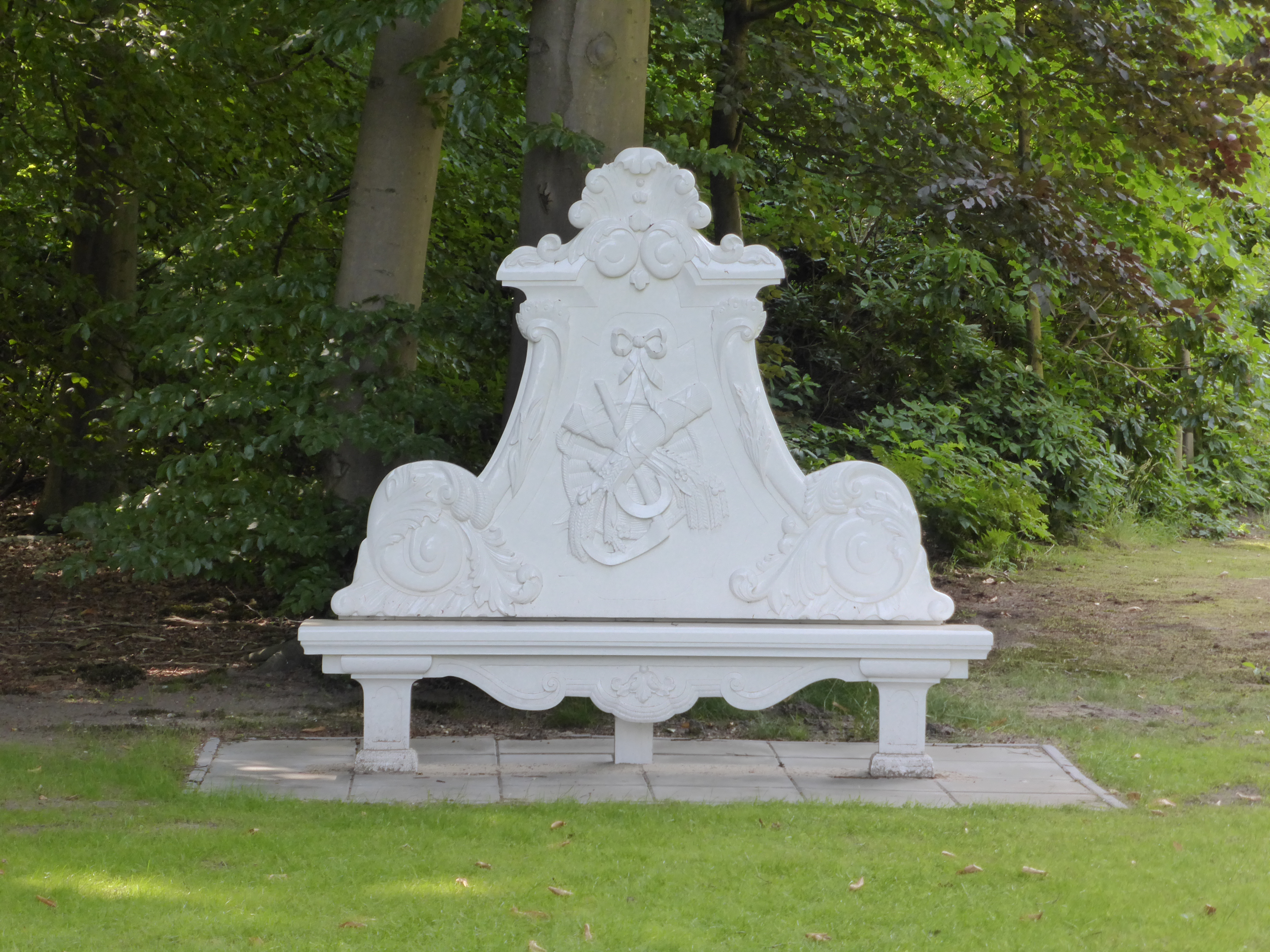
Paleis tuinornament
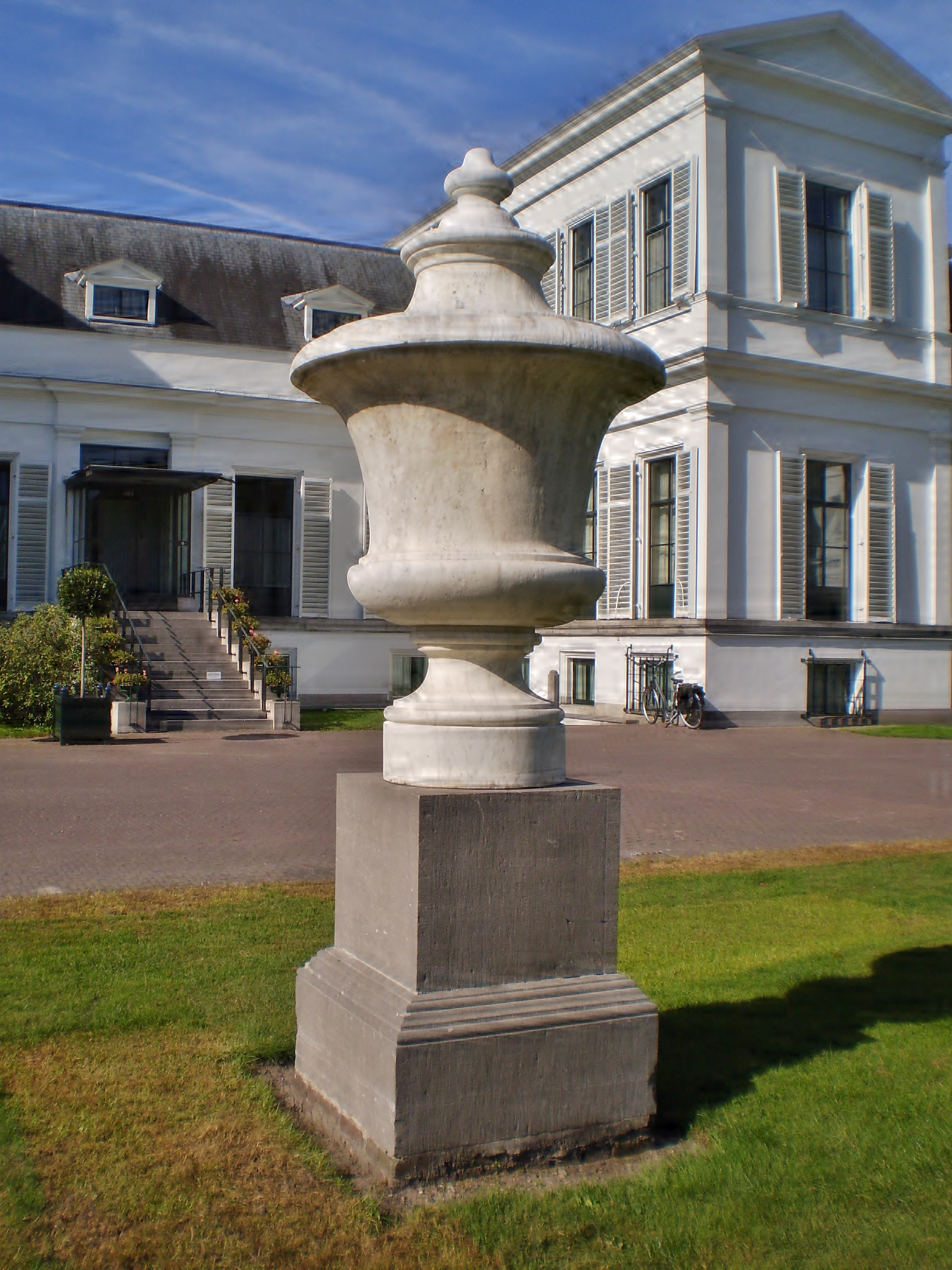
Paleis Soestdijk vaas
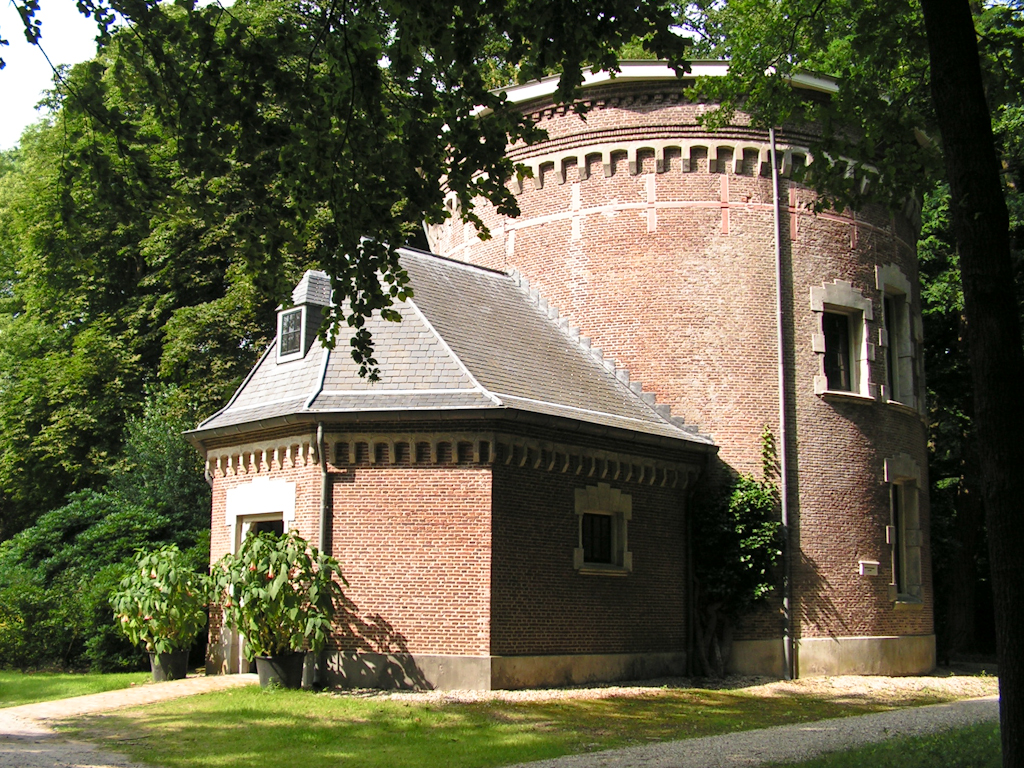
Watertoren, Paleis tuin